# Carl Lautenschläger

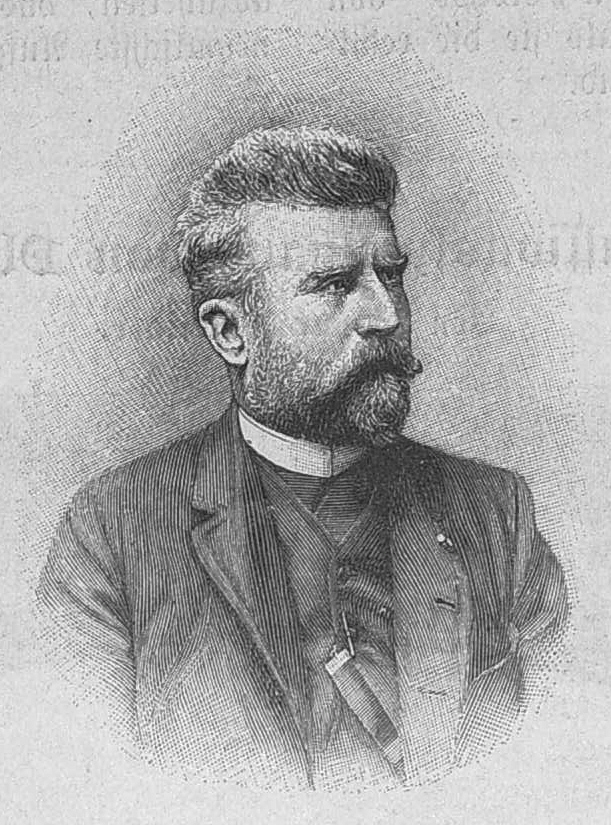
Carl Lautenschläger.

Carl Lautenschläger, född 11 april 1843, död 30 juni 1906, var en tysk teateringenjör.
Lauteschläger var anställd bland annat vid hovteatrarna i München 1880-1902. Han konstruerade efter idé från den gamla japanska dockteatern 1896 vridscenen, som blev av revolutionerande betydelse för modern scenteknik. Lautenschläger utgav bland annat Beschreibung einer Bühneeinrichtung mit drehbarem Bühenpodium (1904) och Die Bühnentechnik im Spiegel der Zeit (1906).